# David Suazo
Óscar David Suazo Velásquez (* 5. November 1979 in San Pedro Sula) ist ein ehemaliger honduranischer Fußballspieler. Er spielte auf der Position des Stürmers und war Nationalspieler seines Landes. Er besitzt auch die Staatsangehörigkeit von Italien. Suazo gilt als einer der talentiertesten und erfolgreichsten honduranischen Fußballspieler aller Zeiten. Er ist ein Cousin der gleichfalls als Fußballspieler bekannten Maynor Suazo und Hendry Bernardo Thomas. Seine Spitznamen sind Schwarzer Panther und King David.

## Karriere

### Im Verein
Seine fußballerische Karriere begann Suazo beim honduranischen Verein Club Deportivo Olimpia. Mit dem Club gewann er einmal (1998) die Meisterschaft und einmal (1998) den nationalen Pokal.
Im Sommer 1999 wechselte er nach Italien zu Cagliari Calcio. Für den Verein erzielte er in seiner ersten Saison ein Tor in elf Einsätzen. Am Ende der Spielzeit stieg Cagliari in die Serie B ab, bis sie zur Saison 2003/04 wieder aufstiegen. In den vier Jahren in der Serie B erzielte Suazo 40 Ligatore in 113 Ligaspielen. Aufgrund seiner Trefferquote erhielt er von den Fans den Spitznamen La Pantera (der Panter).
Zur Saison 2007/08 wechselte David Suazo für 14 Millionen Euro zu Inter Mailand. Dabei gab es jedoch einen Konflikt mit dem Stadtrivalen AC Mailand, die ihrerseits die Verpflichtung des Spielers schon als perfekt gemeldet hatten – schließlich entschied sich Suazo aber für einen Wechsel zu Inter. Der AC Mailand akzeptierte die Entscheidung, obwohl sie mit Suazos Ex-Klub bereits eine Einigung erzielt hatten. In der Saison 2007/08 gewann er mit Inter die italienische Meisterschaft und war mit acht Toren in 24 Spielen am Titelgewinn seiner Mannschaft beteiligt.
Zur Saison 2008/09 wurde Suazo an Benfica Lissabon ausgeliehen. Dort bestritt er zwölf Ligaspiele, ehe er zu Beginn der Saison 2009/10 zu Inter Mailand zurückkehrte. Allerdings konnte sich Suazo nicht durchsetzen und bestritt nur ein Spiel in der Hinrunde. Deshalb wurde er zu Beginn der Rückrunde an den Liga-Konkurrenten CFC Genua verliehen.
Zur Saison 2011/12 wechselte Suazo zu Catania Calcio. Dort beendete er nach einer Knieverletzung am 27. März 2013 seine aktive Karriere.

### In der Nationalmannschaft
Mit der Jugendauswahl der honduranischen Nationalmannschaft nahm er unter anderem an der Junioren-Fußballweltmeisterschaft 1999 in Spanien teil. Dort verlor er mit seiner Mannschaft alle drei Gruppenspiele und schied in der Vorrunde aus.
2010 nahm Suazo zudem mit der honduranischen Nationalmannschaft an der Weltmeisterschaft in Südafrika teil und spielte drei Partien.

## Erfolge/Titel
Mit seinen Vereinen 
- Honduranischer Supercupsieger: 1997
- Honduranischer Pokalsieger: 1998
- Honduranischer Meister: 1999
- Italienischer Meister: 2007/08, 2009/10
- Italienischer Supercupsieger: 2010

 Individuelle Erfolge/Ehrungen 
- Bester ausländischer Spieler des Jahres in Italien: 2006